# Yukinori Shigeta
Yukinori Shigeta (重田 征紀 Shigeta Yukinori?), född 15 juli 1976 i Kanagawa prefektur, är en japansk före detta fotbollsspelare.
Shigeta började sin karriär 1995 i Verdy Kawasaki. 1999 flyttade han till Yokohama FC. Han spelade 132 ligamatcher för klubben. Han avslutade karriären 2005.